# 紀元前404年
紀元前404年（きげんぜん404ねん）は、ローマ暦の年である。
当時は、「ウォルスス、コッスス、フィデナス、アムブストゥス、マルギネンシス、ルティルスが執政武官に就任した年」として知られていた（もしくは、それほど使われてはいないが、ローマ建国紀元350年）。紀年法として西暦（キリスト紀元）がヨーロッパで広く普及した中世時代初期以降、この年は紀元前404年と表記されるのが一般的となった。

## 他の紀年法
- 干支 : 丁丑
- 日本
  - 皇紀257年
  - 孝昭天皇72年
- 中国
  - 周 - 威烈王22年
  - 秦 - 簡公11年
  - 晋 - 烈公12年
  - 楚 - 声王4年
  - 斉 - 康公元年
  - 燕 - 簡公11年
  - 趙 - 烈侯5年
  - 魏 - 文侯42年
  - 韓 - 景侯5年
- 朝鮮
  - 檀紀1930年
- ベトナム :
- 仏滅紀元 : 141年
- ユダヤ暦 : 3357年 - 3358年

## できごと

### ギリシア
- アテナイの指導者クレオポン (Cleophon) は、ペロポネソス同盟への抵抗を主張し続けたが、状況は絶望的になり、クレオポンは逮捕され、やがて死刑の判決が下り、処刑された。
- 4月25日、避難民多数が逃げ込み、疫病と飢えで弱体化したアテナイは、条件付き降伏を受け入れ、ペロポネソス戦争が終わった。
- テラメネス  (Theramenes) は、アテナイの町を破壊から守るという条件を勝ち取った。スパルタは、アテナイの独立の維持を認めた。しかし、アテナイは他所の領土をすべて失い、残存していた艦隊も失い、スパルタの同盟国とされた。アテナイの長城 (Long Walls) は破壊された。エーゲ海対岸のイオニアにあったギリシア系の諸都市は、再び アケメネス朝ペルシア帝国の支配下に入った。
- スパルタの将軍リュサンドロスは、アテナイに傀儡政権として寡頭制の三十人僭主政権を設け、その指導者クリティアスの下に、テラメネスなども僭主の中に加わらせた。この政権は、多数の市民を処刑したり、権利の剥奪を行なった。
- かつてアテナイの同盟（デロス同盟）に加わっていた諸都市の多くで、「十人支配 (decarchy)」の統治制度が導入され、さらにスパルタの指揮官（Harmost）のもとに置かれた駐屯地が設けられたところも多かった。
- アテナイの将軍トラシュブロスは、三十人僭主政権に追放され、テーバイへ引退した。
- アイゴスポタモイの海戦におけるスパルタの勝利の後、かつてアテナイの指導者であったアルキビアデスは、小アジア北西部フリュギアのサトラップ（太守）パルナバゾスの下に亡命し、アテナイへの支援を求めて活動していた。その動きはスパルタの知るところとなり、スパルタからの要請を受けたパルナバゾスは、アルキビアデスを暗殺した。
- リュサンドロスはサモス島へ向かい、この島を征服してスパルタ領とした。

### シチリア
- ディオニュシオス1世が、シュラクサイの僭主として実権を握った。ディオニュシオスは、攻め入ってきたものの疫病で軍勢が弱体化していたカルタゴの将軍ヒミリコ (Himilco) と和平を結び、シュラクサイの守りを固めた。この講和によって、シチリアの大部分はカルタゴの支配下に残された。
- ディオニュシオスは、容赦なく自らの権力を固め、また増強を図った。ディオニュシオスは、シュラクサイの町の周りに城壁を建設し、後背地の平地 (the Epipolae) を城砦化した。ギリシア系の市民たちが、ナクソス（現在のジャルディーニ＝ナクソス）、カタナ（カターニア）、レオンティノイ（レンティーニ）から追放され、その多くは奴隷化され、空いた家屋はシチリア人やイタリア人の傭兵たちに与えられた。ディオニュシオスは、シチリア西部や南部を占領していたカルタゴ勢に対して、戦争を仕掛ける準備を進めた。

### エジプト
- サイスのアミュルタイオスが、ペルシア帝国のエジプト・ナイル川デルタへの支配に対する反乱を成功させた。アミュルタイオスは、エジプト第28王朝を開き、その初代にして唯一のファラオとなった。

### ペルシア帝国
- アケメネス朝ペルシアの王ダレイオス2世が、バビロンで病没した。息子のアルタクセルクセス2世が後を継いだ。
- ダレイオス2世の息子である小キュロスが、兄アルタクセルクセス2世を殺害しようと企てたとして、カリアのサトラップ（太守）ティッサフェルネスによって告発される。アルタクセルクセス2世は、自身とキュロスの母である皇太后パリュサティスの仲裁を受け入れ、キュロスは赦されて自分の太守領へ戻った。

### 中国
- 宋の昭公が死に、子の悼公が即位する。

## 死去
- テラメネス (Theramenes)、アテナイの政治家
- アルキビアデス、アテナイの政治家（* 紀元前450年ころ）
- クレオポン (Cleophon)、アテナイの政治家、デマゴーグ（煽動的民衆指導者）
- ダレイオス2世、アケメネス朝ペルシアの王
- 昭公、宋の公